# 3716 Petzval
3716 Petzval eller 1980 TG är en asteroid i huvudbältet som upptäcktes den 2 oktober 1980 av den tjeckiske astronomen Antonín Mrkos vid Kleť-observatoriet i Tjeckien. Den är uppkallad efter den ungerske matematikern József Miska Petzval.
Asteroiden har en diameter på ungefär 4 kilometer.